# Tephrosia ascendens
Tephrosia ascendens är en ärtväxtart som beskrevs av James Macfadyen. Tephrosia ascendens ingår i släktet Tephrosia och familjen ärtväxter. Inga underarter finns listade i Catalogue of Life.